# Leonid Wladimirowitsch Schebarschin
Leonid Wladimirowitsch Schebarschin (russisch Леонид Владимирович Шебаршин; * 24. März 1935 in Moskau; † 30. März 2012 ebenda) war ein sowjetischer Agent. Von 1989 bis 1991 war er Chef der Auslandsaufklärung des Nachrichtendienstes KGB und vom 22. bis 23. August 1991 Vorsitzender des KGB.

## Leben
Schebarschin stammte aus einer Moskauer Arbeiterfamilie. 1952 schloss er die Mittelschule ab und begann eine höhere Ausbildung an der indischen Abteilung des Moskauer Instituts für Orientalistik, wo er intensiv Urdu studierte. 1954 ging das Institut in den Bestand des Moskauer Instituts für Internationale Beziehungen über, das er 1958 absolvierte. Von 1958 bis 1962 arbeitete er als Übersetzer des Botschafters in Pakistan und wurde 1959 zum Botschaftsattaché ernannt. Gegen Ende des Auslandsaufenthaltes arbeitete er in der Abteilung für Südostasien des Außenministeriums der UdSSR als 3. Sekretär. 1962 wurde Schebarschin eine Tätigkeit in der Aufklärung angeboten und trat im selben Jahr einen Lehrgang an der Schule des KGB an, die Kader für die Auslandsaufklärung ausbildete. Nach Abschluss der Schule wurde er im zentralen Apparat der Auslandsspionage in der Abteilung für Südostasien eingesetzt. Von 1964 bis 1968 hielt er sich wieder in Pakistan als Auslandsagent auf. Anschließend nahm er an Lehrgängen an der Akademie für Auslandsaufklärung des KGB teil, die leitende Kader für die Auslandsspionage ausbildete. Von 1970 bis 1971 arbeitete er im Zentralapparat der Ersten Hauptverwaltung (PGU) des KGB. Von 1971 bis 1977 befand er sich auf einem längeren Auslandseinsatz in Indien, zunächst als Stellvertreter und später als Resident der Auslandsaufklärung. Zurück in Moskau arbeitete er von 1977 bis 1979 im Zentralapparat der Auslandsaufklärung des KGB. Von 1979 bis 1983 wurde er als Resident des KGB im Iran eingesetzt. Schebarschin diente von 1983 bis 1987 zunächst als Stellvertreter und anschließend als Verwaltungschef für Informationsanalyse der PGU des KGB. Auf über 20 Dienstreisen erkundete er ab 1984 in Afghanistan die Lage der sowjetischen Besatzungstruppen. Von 1987 bis 1989 war er Stellvertreter des Leiters der Auslandsaufklärung. Als Leiter der PGU war er von Februar 1989 bis September 1991 tätig und fungierte gleichzeitig als Stellvertreter des KGB Vorsitzenden. In den Tagen des Augustputsches übernahm er die Führung des KGB. Am 30. September 1991 wurde Schebarschin im Rang eines Generalleutnants in den Ruhestand versetzt.
Ende 1991 gründete und leitete er zusammen mit einer Gruppe von Veteranen des KGB und des Innenministeriums das Unternehmen „Russischer nationaler Dienst für wirtschaftliche Sicherheit“, eine Art Sicherheitsagentur und arbeitete als selbständiger Unternehmensberater. Ab 2005 war er Vorstandsmitglied der Aktiengesellschaft „Motowilichinskije sawody“.
Schebarschin war Fachautor mehrerer Bücher, Artikel und Aufsätze über die Geschichte der Auslandsaufklärung.
Er verübte Suizid und wurde am 30. März 2012 tot in seiner Wohnung im Zentrum Moskaus aufgefunden.

## Auszeichnungen
- Rotbannerorden (1981)
- Orden des Roten Sterns (1970)
- Medaille „Für Verdienste im Kampf“ (1967)
- weitere Ehrenzeichen